# Теренкудук
Теренкуду́к (каз. Тереңқұдық) — село у складі Бокейординського району Західноказахстанської області Казахстану. Входить до складу сільського округу імені Теміра Масіна.
У радянські часи село називалось імені Калініна.
Населення — 138 осіб (2021; 94 у 2009, 192 у 1999, 211 у 1989).